# 歸正宗
歸正宗（英語：Reformed church），又译改革宗，是源自宗教改革家約翰·加爾文的基督新教宗派之一。
狭义的改革宗（Continental Reformed church）即欧洲大陆的加爾文主義教会，廣義的改革宗（Reformed church）还包含以前的清教徒、胡格诺派、長老宗及公理会等所有信奉加尔文主义的教會。歐洲大陸的歸正宗早期興盛於瑞士與荷蘭，長老會和公理會則早期興盛於蘇格蘭、英格蘭與美國。长老会与狭义的改革宗教会在教会治理上都采用长老制，但公理会采用会众制。
若用來指一整套信仰生活與價值觀，稱為改革宗信仰（Reformed Faith）。如果是指神學，是指加爾文主義（或稱歸正神学、改革宗神學）。
其著名國際組織有普世改革宗教會協會（The World Communion of Reformed Churches）。